# Occidozyga semipalmata
Occidozyga semipalmata es una especie  de anfibios de la familia Dicroglossidae.

## Distribución geográfica
Es endémica de Célebes (Indonesia). 

## Estado de conservación
Se encuentra amenazada por la pérdida de su hábitat natural.